# Campeonato regional de fútbol de Brava 2014-15
El campeonato regional de Brava 2014-15 es el campeonato que se juega en la isla Brava. Empezó el 24 de enero de 2015. El torneo lo organiza la federación de fútbol de Brava.
El Sporting Clube da Brava es el equipo defensor del título. Un total de 7 equipos participan en la competición, se juegan 14 jornadas a ida y vuelta. Todos los partidos se juegan en el estadio Aquiles de Oliveira en Nova Sintra. El campeón se clasifica para el campeonato caboverdiano de fútbol 2015.

## Equipos participantes
- Académica Brava
- Benfica Brava
- Corôa
- Juventude da Furna
- Morabeza
- Nô Pintcha
- Sporting Clube da Brava

## Tabla de posiciones
Actualizado a 26 de abril de 2015
|   | Equipo                  | PJ | PG | PE | PP | GF | GC | DG  | PTS |
| - | ----------------------- | -- | -- | -- | -- | -- | -- | --- | --- |
| 1 | Sporting Clube da Brava | 12 | 8  | 4  | 0  | 34 | 4  | +25 | 28  |
| 2 | Juventude da Furna      | 12 | 8  | 3  | 1  | 39 | 10 | +29 | 27  |
| 3 | Académica Brava         | 12 | 6  | 3  | 3  | 19 | 15 | +4  | 21  |
| 4 | Nô Pintcha              | 12 | 5  | 1  | 6  | 22 | 20 | +4  | 16  |
| 5 | Morabeza                | 12 | 4  | 2  | 6  | 17 | 23 | -6  | 14  |
| 6 | Benfica Brava           | 12 | 2  | 2  | 8  | 12 | 38 | -26 | 8   |
| 7 | Corôa                   | 12 | 1  | 1  | 10 | 13 | 46 | -33 | 4   |

|  | Clasificado para el campeonato caboverdiano de fútbol 2015. |

## Resultados
| Sporting Brava | 2 - 2 | Juventude Furna | 24 de enero |
| Morabeza       | 2 - 1 | Nô Pintcha      | 25 de enero |
| Benfica Brava  | 4 - 2 | Académica Brava | 25 de enero |

| Corôa      | 1 - 5 | Académica Brava | 31 de enero  |
| Nô Pintcha | 3 - 4 | Juventude Furna | 1 de febrero |
| Morabeza   | 1 - 1 | Benfica Brava   | 1 de febrero |

| Sporting Brava  | 3 - 0 | Nô Pintcha    | 7 de febrero |
| Morabeza        | 6 - 2 | Corôa         | 7 de febrero |
| Juventude Furna | 5 - 0 | Benfica Brava | 8 de febrero |

| Académica Brava | 2 - 1 | Morabeza        | 14 de febrero |
| Benfica Brava   | 0 - 4 | Sporting Brava  | 15 de febrero |
| Corôa           | 0 - 2 | Juventude Furna | 15 de febrero |

| Nô Pintcha      | 1 - 0 | Benfica Brava   | 21 de febrero |
| Juventude Furna | 1 - 2 | Académica Brava | 22 de febrero |
| Corôa           | 0 - 0 | Sporting Brava  | 22 de febrero |

| Morabeza        | 0 - 0 | Juventude Furna | 28 de febrero |
| Corôa           | 0 - 1 | Nô Pintcha      | 1 de marzo    |
| Académica Brava | 0 - 3 | Sporting Brava  | 1 de marzo    |

| Benfica Brava  | 1 - 3 | Corôa           | 7 de marzo |
| Sporting Brava | 1 - 0 | Morabeza        | 8 de marzo |
| Nô Pintcha     | 1 - 2 | Académica Brava | 8 de marzo |

| Juventude Furna | 1 - 1 | Sporting Brava | 14 de marzo |
| Académica Brava | 0 - 0 | Benfica Brava  | 15 de marzo |
| Nô Pintcha      | 2 - 1 | Morabeza       | 15 de marzo |

| Académica Brava | 1 - 0 | Corôa         | 21 de marzo |
| Juventude Furna | 1 - 0 | Nô Pintcha    | 22 de marzo |
| Morabeza        | 2 - 1 | Benfica Brava | 22 de marzo |

| Nô Pintcha    | 1 - 4 | Sporting Brava  | 28 de marzo |
| Corôa         | 1 - 3 | Morabeza        | 29 de marzo |
| Benfica Brava | 0 - 5 | Juventude Furna | 29 de marzo |

| Morabeza        | 1 - 4  | Académica Brava | 4 de abril |
| Sporting Brava  | 8 - 0  | Benfica Brava   | 5 de abril |
| Juventude Furna | 12 - 1 | Corôa           | 5 de abril |

| Benfica Brava   | 1 - 4 | Nô Pintcha      | 11 de abril |
| Académica Brava | 1 - 3 | Juventude Furna | 12 de abril |
| Corôa           | 0 - 3 | Sporting Brava  | 12 de abril |

| Juventude Furna | 3 - 0 | Morabeza        | 18 de abril |
| Nô Pintcha      | 8 - 2 | Corôa           | 19 de abril |
| Sporting Brava  | 0 - 0 | Académica Brava | 19 de abril |

| Corôa           | 3 - 4 | Benfica Brava  | 25 de abril |
| Morabeza        | 0 - 5 | Sporting Brava | 26 de abril |
| Académica Brava | 0 - 0 | Nô Pintcha     | 26 de abril |

### Evolución de las posiciones
| Equipo / Jornada        | 01 | 02 | 03 | 04 | 05 | 06 | 07 | 08 | 09 | 10 | 11 | 12 | 13 | 14 |
| ----------------------- | -- | -- | -- | -- | -- | -- | -- | -- | -- | -- | -- | -- | -- | -- |
| Académica Brava         | 7  | 4  | 5  | 4  | 2  | 3  | 2  | 2  | 1  | 3  | 3  | 3  | 3  | 3  |
| Benfica                 | 1  | 1  | 4  | 5  | 5  | 6  | 7  | 6  | 6  | 6  | 6  | 6  | 6  | 6  |
| Corôa                   | 5  | 6  | 7  | 7  | 7  | 7  | 6  | 7  | 7  | 7  | 7  | 7  | 7  | 7  |
| Juventude da Furna      | 3  | 2  | 1  | 1  | 1  | 2  | 3  | 3  | 3  | 2  | 1  | 1  | 1  | 2  |
| Morabeza                | 2  | 3  | 2  | 3  | 4  | 4  | 4  | 5  | 4  | 4  | 4  | 4  | 5  | 5  |
| Nô Pintcha              | 6  | 7  | 6  | 6  | 6  | 5  | 5  | 4  | 5  | 5  | 5  | 5  | 4  | 4  |
| Sporting Clube da Brava | 4  | 5  | 3  | 2  | 3  | 1  | 1  | 1  | 2  | 1  | 2  | 2  | 2  | 1  |

| Campeón Sporting Clube da Brava 2.o título |

## Estadísticas
- Mayor goleada: Juventude 12 - 1 Corôa (5 de abril)
- Partido con más goles: Juventude 12 - 1 Corôa (5 de abril)
- Mejor racha ganadora: Juventude Furna; 5 jornadas (jornadas 9 a 13)
- Mejor racha invicta: Sporting Brava; 12 jornadas (jornadas 1 a 14, incluye jornadas de descanso)
- Mejor racha marcando: Juventude Furna y Sporting Brava; 6 jornadas
- Mejores racha imbatida:Sporting Brava; 5 jornadas (jornadas 3 a 7)